# Jugeals-Nazareth
Jugeals-Nazareth este o comună în departamentul Corrèze din centrul Franței. În 2009 avea o populație de 836 de locuitori.

## Evoluția populației
| An        | 1975 | 1982 | 1990 | 1999 | 2006 | 2009 |
| --------- | ---- | ---- | ---- | ---- | ---- | ---- |
| Populație | 311  | 502  | 604  | 687  | 781  | 836  |